# Anorexia alcoólica
Anorexia alcoólica (denominada ebriorexia e alcohorexia em espanhol ou drunkorexia em inglês) é um distúrbio proveniente do alcoolismo, onde ocorre uma perda da vontade de alimentar-se devido ao uso abusivo do álcool. Muitos jovens na faixa etária entre 20 e 40 anos trocam a alimentação pela bebida alcoólica com a finalidade de redução das medidas corporais e restrição às calorias. A classificação deste problema ainda possui divergências quanto a forma de considerar a anorexia alcoólica como de fato um transtorno alimentar.O termo para este distúrbio não é dado pela medicina como oficial e também ainda não foi classificado na Classificação Internacional de Doenças e no Manual Diagnóstico e Estatístico de Transtornos Mentais.
O álcool ingerido com o estômago vazio facilita sua absorção. Atuando sobre o Sistema Nervoso Central o álcool age primariamente como um agente euforizante (produz depressão nos mecanismos inibitórios de controle), todavia, dependendo da quantidade ingerida torna-se um depressor.Reduz a ansiedade, causa sedação, produz ataxia e torna a fala pastosa em toxicidade aguda.
As influências apontadas para este tipo de prática são, por exemplo, as cantoras Amy Winehouse, Kirsten Dunst, Lindsay Lohan, que frequentemente associam álcool ou drogas com falta de alimentação.